# St. Laurentius (Parsberg)

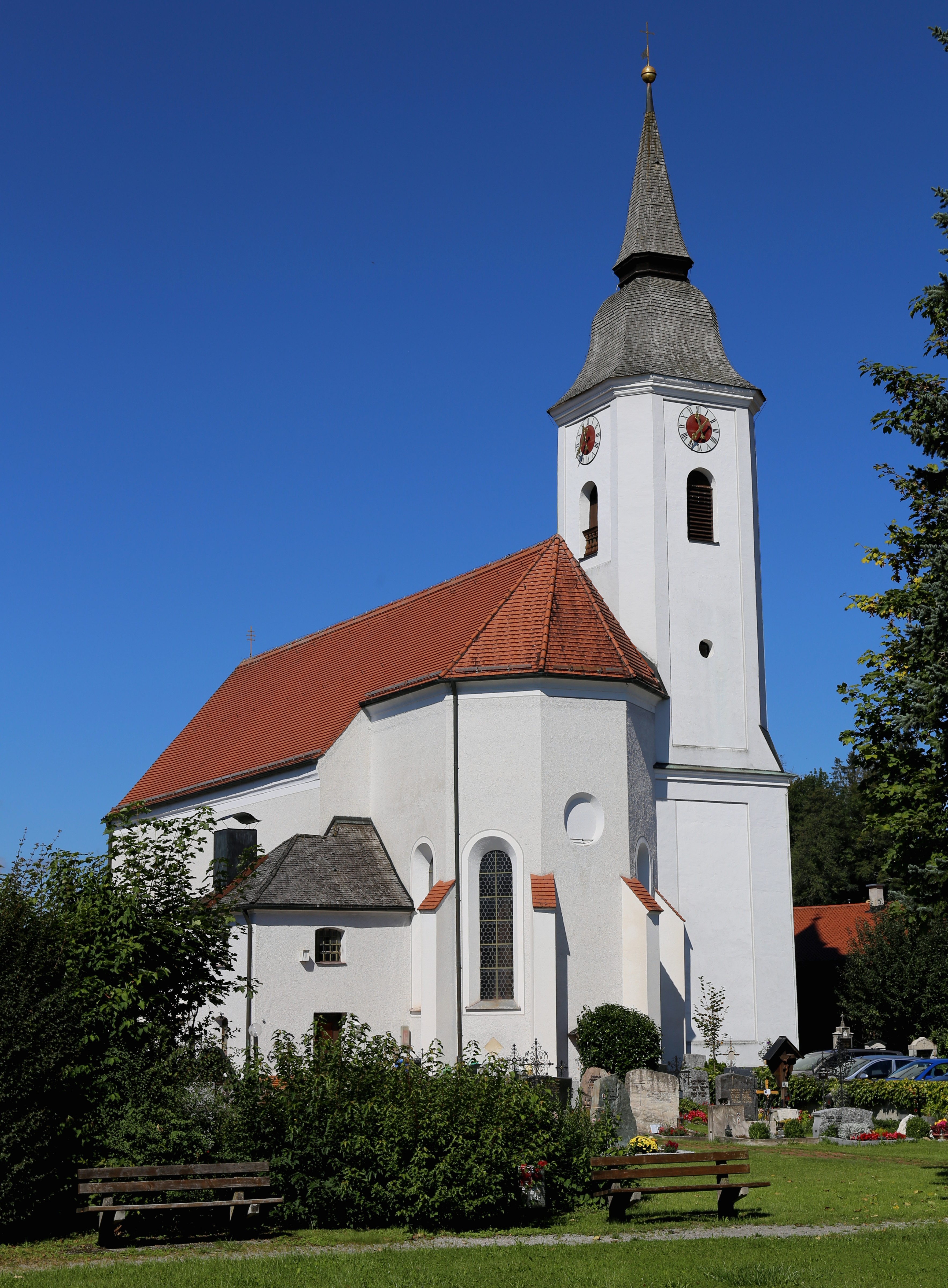
St. Laurentius in Parsberg

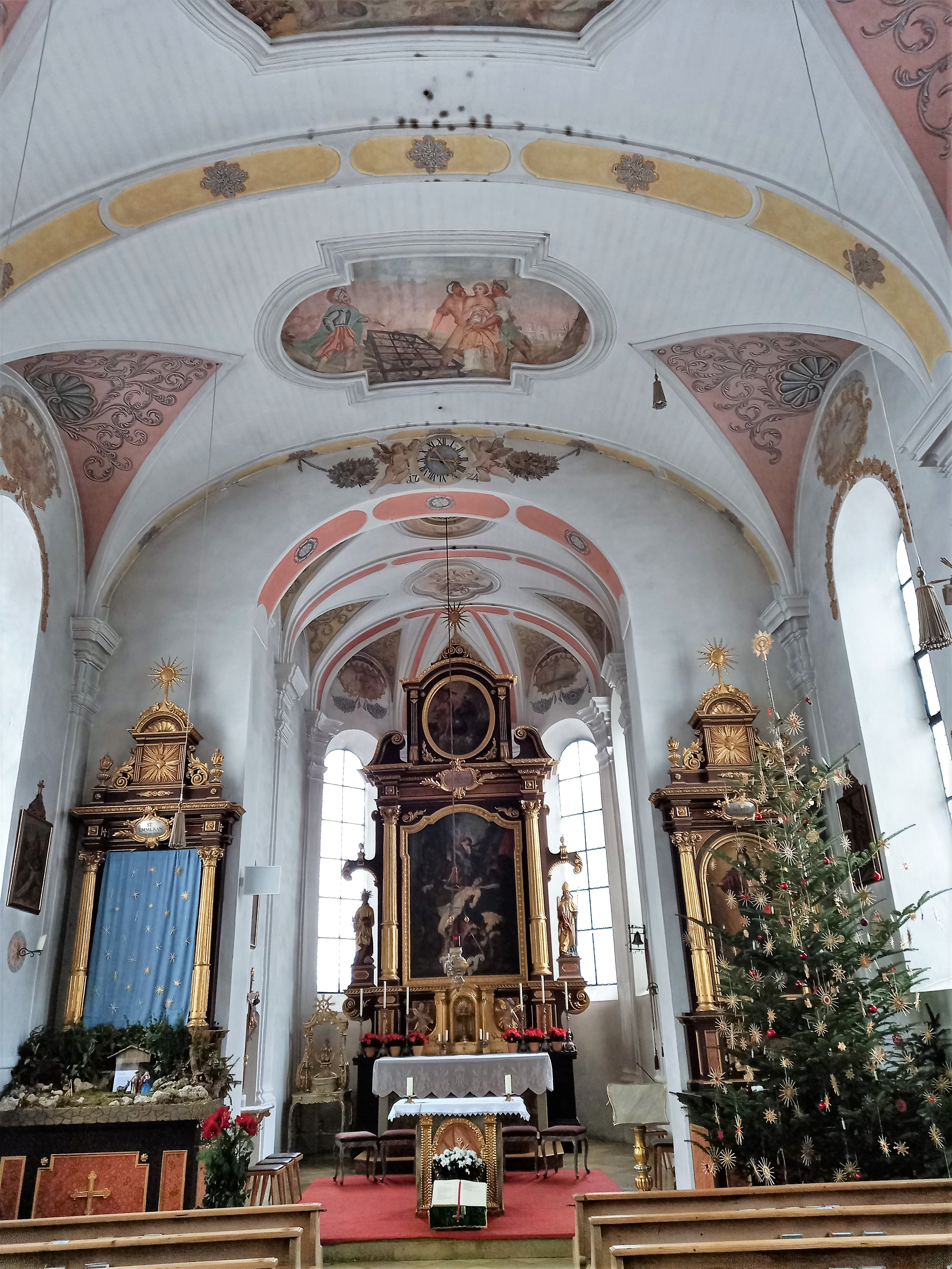
Innenansicht

Die römisch-katholische Pfarrkirche St. Laurentius steht in Parsberg, einem Gemeindeteil der Kreisstadt Miesbach in Oberbayern. Die Kirche steht unter Denkmalschutz und ist in der Liste der Baudenkmäler in Miesbach unter der Nr. D-1-82-125-105 eingetragen. Sie gehört zum Pfarrverband Miesbach im Dekanat Miesbach (Erzbistum München und Freising).

## Beschreibung
Die spätgotische Saalkirche wurde 1724 barock umgestaltet. Sie besteht aus dem unter Verwendung von Teilen des romanischen Vorgängerbaus errichteten Langhaus, dem eingezogenen, dreiseitig geschlossenen, von Strebepfeilern gestützten gotischen Chor im Osten, der Sakristei, in deren Obergeschoss ein Oratorium untergebracht ist, an der Südwand und dem 1795 errichteten Chorflankenturm an der Nordwand des Chors. Sein oberstes Geschoss enthält den Glockenstuhl für vier Glocken und die Turmuhr. Darauf sitzt eine Glockenhaube, die von einem spitzen Helm gekrönt wird.
Der Innenraum des Langhauses ist mit einem Stichkappengewölbe überspannt. Der in der zweiten Hälfte des 17. Jahrhunderts gebaute, von den Skulpturen des Wolfgang von Regensburg und des Stephanus flankierte Hochaltar wurde Ende des 18. Jahrhunderts umgestaltet. Auf dem Altarretabel ist der Heilige Märtyrer Laurentius von Rom dargestellt, dem die Kirche gewidmet ist.

## Orgel

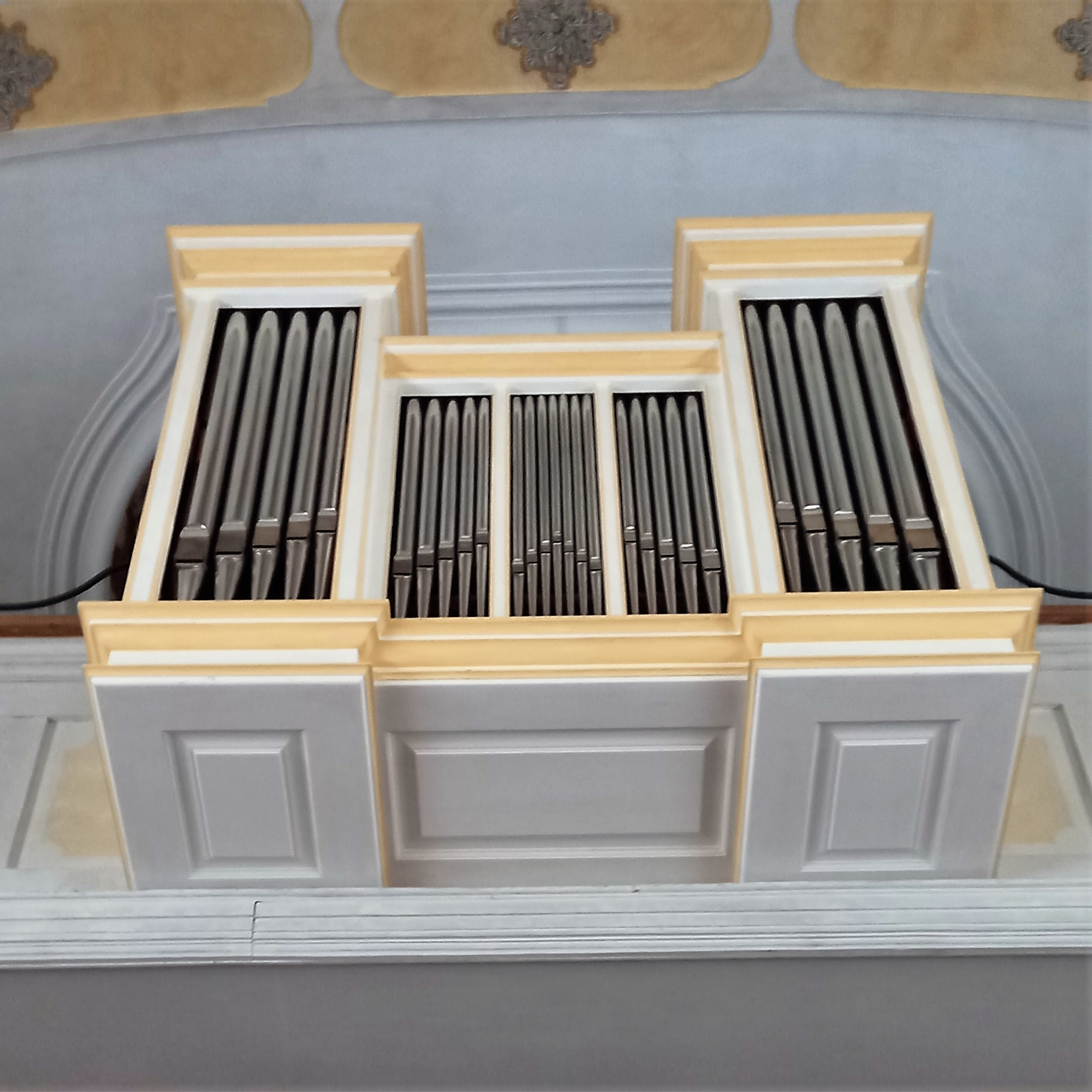
Orgel

Die Orgel wurde 2017 von Willi Osterhammer gebaut. Die Disposition lautet:
| I Hauptwerk C–g3 |    |
| Principal        | 8′ |
| Rohrflöte        | 8′ |
| Octave           | 4′ |
| Spitzflöte       | 4′ |
| Octave           | 2′ |
| Mixtur IV        | 2′ |

| II Schwellwerk C–g3 |        |
| Gedeckt             | 8′     |
| Viola               | 8′     |
| Vox coelestis       | 8′     |
| Holzflöte           | 4′     |
| Nasat               | 2 ⁄3′  |
| Flöte               | 2′     |
| Terz                | 1 3⁄5′ |
| Oboe                | 8′     |
| Tremulant           |        |

| Pedal C–f1  |     |
| Subbass     | 16′ |
| Cello       | 8′  |
| Gedecktbass | 8′  |
| Contrahorn  | 16′ |
| Basshorn    | 8′  |

- Koppeln: II/I, I/P, II/P